# Lou DiBella

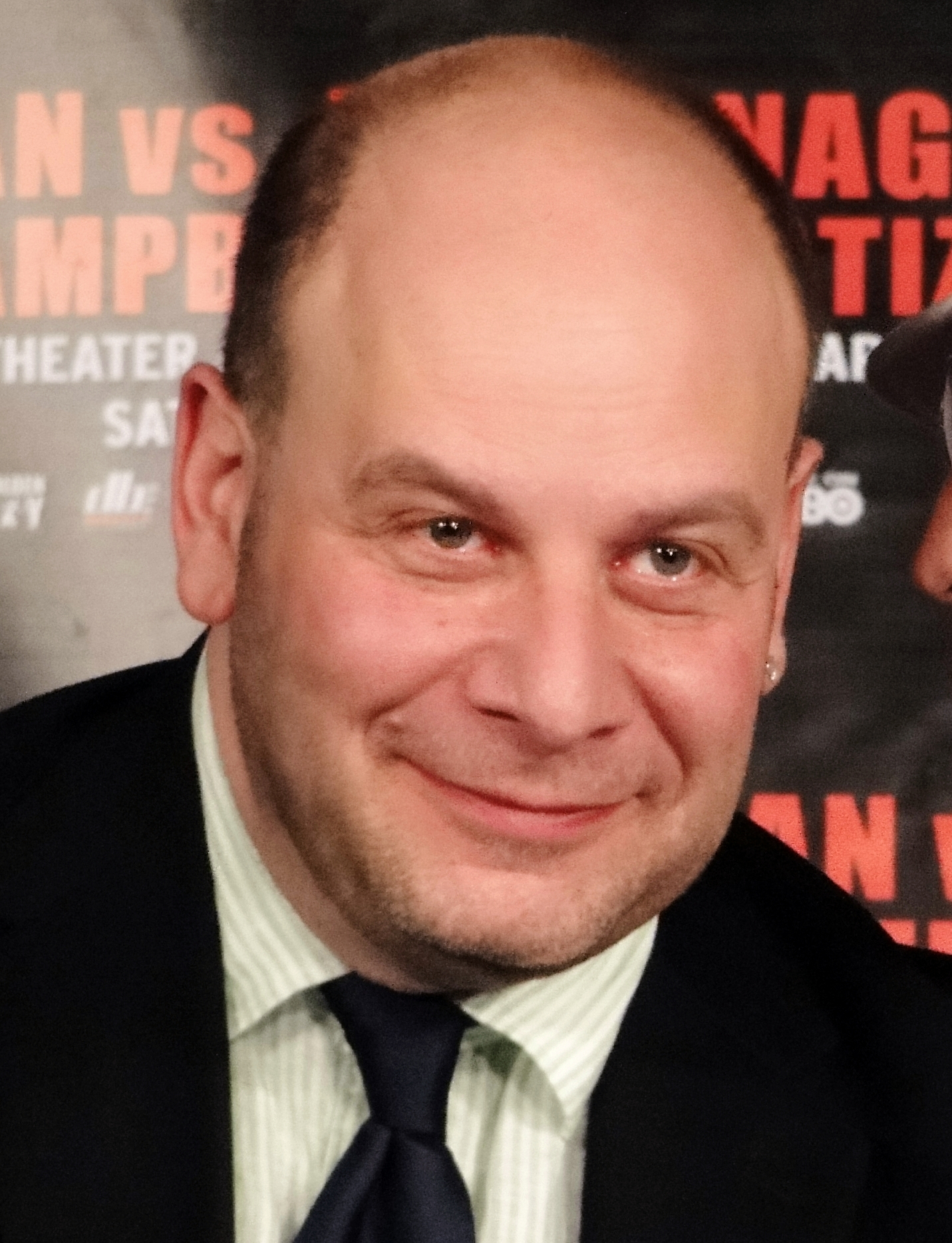
Lou DiBella, 2010

Lou DiBella (* 17. Mai 1960 in Brooklyn, New York City) ist ein US-amerikanischer Boxpromoter. Ihm gehört ebenfalls das Minor League Baseballteam Connecticut Defenders.
DiBella, der nach eigenem Bekunden wegen Muhammad Ali Boxfan wurde, ging an der in New York berühmten Regis High School in Manhattan zur Schule. Er machte seinen Abschluss an der Tufts University mit Summa Cum Laude und graduierte 1985 an der Harvard University.
Er wurde in den 1990er Jahren als operativer Chef der Boxsektion des reichsten Senders der Welt HBO (unter dem umstrittenen Seth Abraham) bekannt und galt in seinen elf Jahren beim Sender als vergleichsweise ehrlich.
2000 verließ er den Sender und machte er sich selbständig in einer Art Promoter/Manager-Funktion, die in den USA sehr unüblich ist. Später wurde er durch neue Gesetzgebung dazu gezwungen genau festzulegen, was er beruflich macht und bezeichnet sich seitdem „Promoter“. Der Erfolg war gemischt.
Schwere Pleiten erlebte er mit fünf der sechs nach Olympischen Spielen unter Vertrag genommenen Boxern. Vor allem Amateurweltmeister Michael Bennett, der an seinem „Glaskinn“ scheiterte und der olympischen Silbermedaillengewinner Ricardo Williams, dem er 1,4 Millionen US-Dollar für eine Vertragsunterschrift gab und
nach zwei peinlichen Niederlagen zu drei Jahren Gefängnis wegen Drogenhandels verurteilt wurde. Clarence Vinson, Jose Navarro und der Dominikaner Jerson Ravelo wurden nicht recht erfolgreich.
Andererseits erreichte er ein Joint Venture mit Rapcouturier Damon Dash und machte Jermain Taylor zum Star.

## Die Hopkins-Affäre
Eine Riesenenttäuschung musste DiBella mit seinem ersten Weltmeister Bernard Hopkins erleben. Hopkins, den er schon aus der Vergessenheit zu HBO geholt hatte, wurde von Don King unter Druck gesetzt, DiBella zu verlassen und bei ihm zu unterschreiben, wenn er einen Millionenkampf gegen Félix Trinidad wollte. Weil dies selbst für die Verhältnisse im Boxen spektakulär war, wollte sich Hopkins rechtfertigen, indem er vollkommen haltlose Vorwürfe gegen seinen Mentor aufstellte, so habe ihm DiBella noch als HBO-Verantwortlicher 50.000 US-Dollar Bestechung abverlangt, um seine Kämpfe im Fernsehen übertragen zu lassen. Der vor Wut tobende DiBella verklagte ihn, was im US-amerikanischen Rechtssystem bei Dingen wie Verleumdung als außerordentlich schwierig gilt. Aber DiBella bekam recht und 610.000 US-Dollar Schmerzensgeld zugesprochen. Weitere Rache kam später als sein Boxer Jermain Taylor zwei Mal Hopkins schlug.

## Andere Boxer von DiBella
- Deontay Wilder
- Andre Berto
- Ike Quartey
- Sechew Powell
- Paul Malignaggi
- Jaidon Codrington
- Jose Navarro
- Zsolt Erdei (erster Kampf in Atlanta 20. November 2010)
- Sergio Gabriel Martinez
- Jo Jo Dan